# René Bousquet

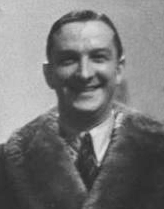
René Bousquet

René Bousquet (Montauban, 11 mei 1909 – Parijs, 8 juni 1993) was een Franse politiechef en bankier. 
Tijdens de Tweede Wereldoorlog was hij van 1942 tot 1943 politiechef in Vichy-Frankrijk, waarna hij werd vervangen door Joseph Darnand. In die functie maakte hij afspraken met Karl Oberg, hoofd van de SS in bezet Frankrijk, op basis waarvan Franse politiediensten meewerkten met het arresteren en deporteren van Joden. Bousquet organiseerde zelf verschillende jodenjachten, waaronder de Razzia van de Vélodrome d'Hiver. 
Na de oorlog werd hij vervolgd voor collaboratie met de nazi's, maar niet specifiek voor zijn aandeel in de misdaden tegen de Joden. Het Hooggerechtshof (Haute Cour de justice) sprak hem grotendeels vrij en veroordeelde hem alleen wegens nationale onwaardigheid, zij het met onmiddellijke opheffing van straf vanwege actieve deelname aan het verzet. Hij zou onder meer een dekmantel zijn geweest voor zijn assistent Jean-Paul Martin, die diensten leverde aan het verzet. 
Zoals veel bestuurders uit Vichy-Frankrijk werd Bousquet dus nagenoeg ongemoeid gelaten voor zijn verleden. Hij werd na de oorlog bankier en hij was een politiek medestander van François Mitterrand, met wie hij sterk was bevriend. 
In 1991 werd hij alsnog in beschuldiging gesteld wegens oorlogsmisdaden, maar nog vóór zijn proces werd hij op 8 juni 1993 doodgeschoten bij zijn huis in Parijs. De dader Christian Didier werd hiervoor in november 1995 tot tien jaar gevangenisstraf veroordeeld. Op 24 februari 2000 werd hij vervroegd vrijgelaten.